# Órla Fallon
Órlagh Fallon, nota come Órla Fallon (Knockananna, 24 agosto 1974), è una cantante e arpista irlandese.
Ha fatto parte dal 2004 al 2009 del gruppo di musica celtica femminile Celtic Woman e anche dell'ensemble corale Anúna.

## Discografia parziale
- 2000 - The Water Is Wide
- 2005 - Celtic Woman
- 2006 - Celtic Woman: A Christmas Celebration
- 2007 - Celtic Woman: A New Journey
- 2008 - Celtic Woman: The Greatest Journey
- 2009 - Distant Shore
- 2010 - Music of Ireland: Welcome Home
- 2010 - Winter, Fire & Snow: A Celtic Christmas Collection
- 2010 - Órla Fallon's Celtic Christmas
- 2011 - My Land